# Clos du Doubs
Clos du Doubs – miejscowość i gmina w północno-zachodniej Szwajcarii, w kantonie Jura, w okręgu Porrentruy. Pod względem powierzchni jest największą gminą w okręgu. Powstała 1 stycznia 2009 z połączenia gmin Epauvillers, Epiquerez, Montenol, Montmelon, Ocourt, Saint-Ursanne i Seleute.

## Demografia
W Clos du Doubs mieszka 1275 osób. W 2020 roku 7,4% populacji gminy stanowiły osoby urodzone poza Szwajcarią. 

## Transport
Przez teren gminy przebiegają autostrada A16 oraz droga główna nr 249.